# تار عنکبوت (فیلم ۱۹۶۰)
تار عنکبوت (انگلیسی: The Spider's Web) فیلمی است که در سال ۱۹۶۰ منتشر شد. از بازیگران آن می‌توان به گلینیس جونز، جک هالبرت، ماوریس کاستلو و فردی مین اشاره کرد.